# Tap O' Noth

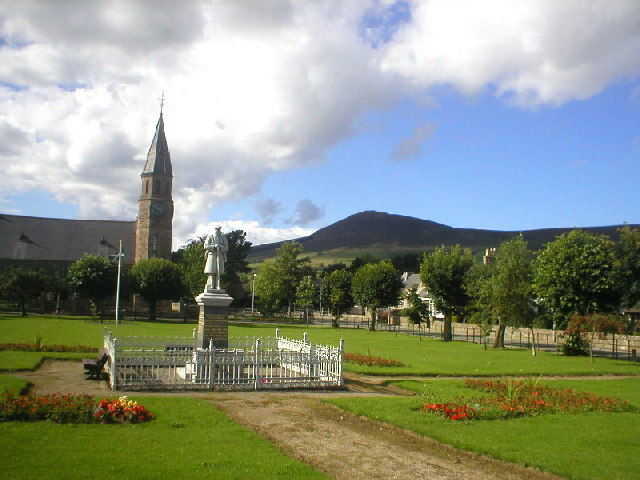
La ciudad de Rhynie y al fondo la colina de Tap O' Noth.

Tap O' Noth es un castro situado en la localidad escocesa de Rhynie en el condado de Aberdeenshire a unos 22 kilómetros al noroeste de Alford. Es el segundo castro situado a mayor altitud de Escocia (563 m.), comprende un área aproximada de 21 hectáreas rodeadas de un muro perimetral de piedra. En el yacimiento se han localizado varios restos de casas de planta circular aunque las estructuras más sobresalientes son los muros que delimitan el espacio interior. Estos muros se encuentran en varias zonas vitrificados, esto es sus rocas han sido fusionadas por la acción de altas temperaturas en una técnica constructiva parcialmente desconocida que buscaba aumentar la solidez de la construcción. Las excavaciones realizadas en el interior del castro han deparado varios utensilios de notable interés, uno de ellos, un hacha de piedra datada entre el 2000 y el 800 a. C. y otra un anillo de bronce con decoración datado entre el  siglo III y el siglo I a. C. perteneciente probablemente a un carro de combate.